# Landesgartenschau Zülpich 2014

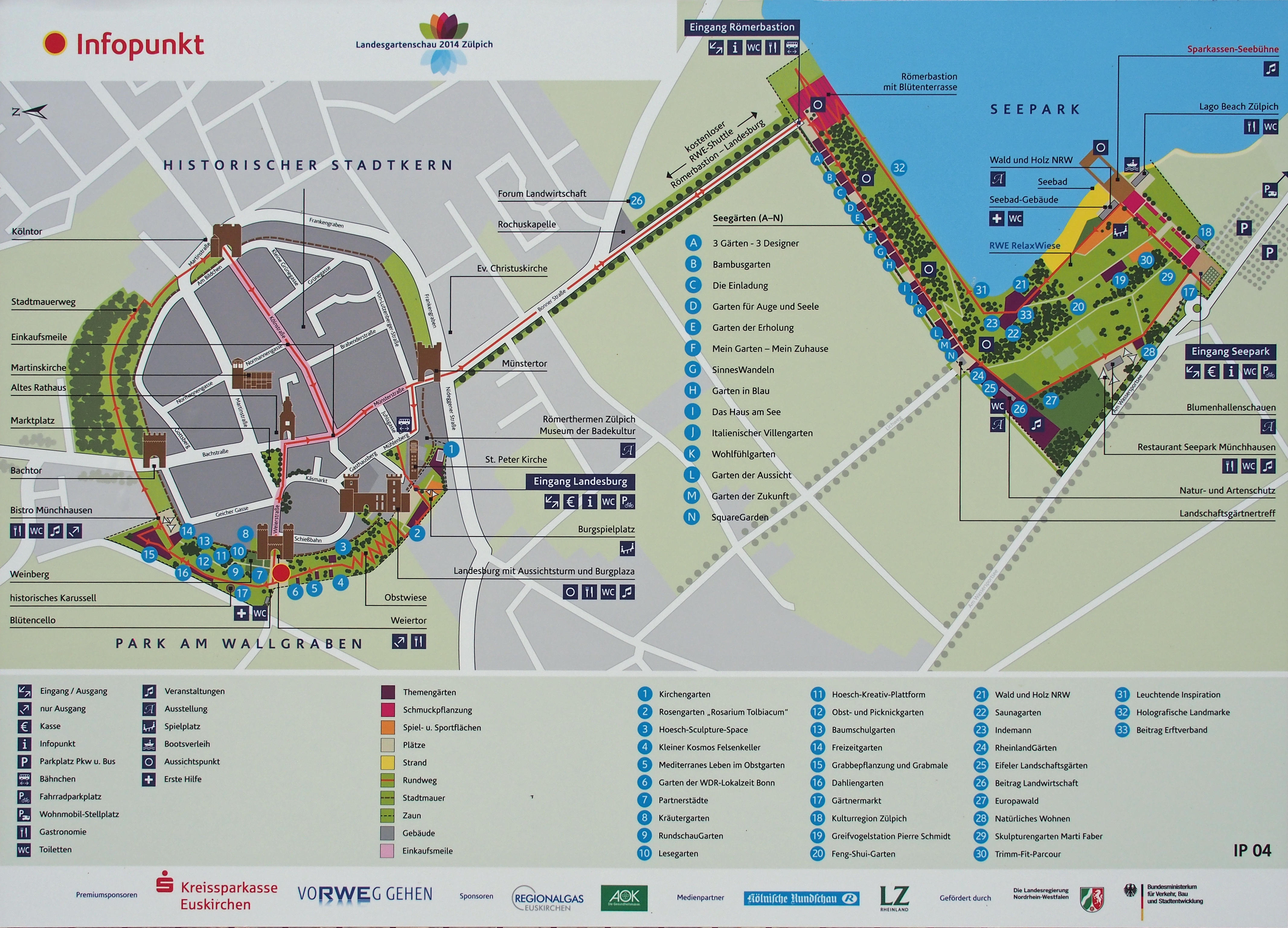
Übersichtsplan des Geländes der Landesgartenschau

Die Landesgartenschau Zülpich war die 16. Landesgartenschau (auch: LGS oder LaGa) des Landes Nordrhein-Westfalen und fand gemeinsam mit vier anderen Landesgartenschauen in Deutschland im Jahr 2014 statt. Sie war vom 16. April 2014 bis zum 12. Oktober 2014 in Zülpich geöffnet und stand unter dem Motto „Zülpicher Jahrtausendgärten – Von der Römerzeit bis ins 21. Jahrhundert“. Die LGS Zülpich war nach der LGS in Mechernich-Kommern 1972 die zweite Landesgartenschau im Kreis Euskirchen.
Große Teile des Geländes bleiben auch nach der Landesgartenschau unter dem Namen Seepark Zülpich erhalten.

## Geschichte

### Bewerbung um die Landesgartenschau 2010
Die damalige NRW-Landesregierung hatte am 26. Januar 2006 beschlossen, die Durchführung der Landesgartenschauen in dreijährigem Rhythmus im Zeitraum zwischen 2008 und 2017 fortzusetzen. Da bereits die Bundesgartenschau 2011 in Koblenz, weniger als 100 km von der Grenze Nordrhein-Westfalens entfernt, stattfinden sollte, wurde die für dieses Jahr vorgesehene Landesgartenschau ein Jahr vorverlegt.
Der Rat der Stadt Zülpich gab am 7. September 2006 eine Machbarkeitsstudie in Auftrag, welche die Möglichkeiten, finanziellen Folgen und Risiken einer Landesgartenschau in Zülpich bewerten und ein erfolgversprechendes Konzept für eine Bewerbung liefern sollte. In einem Bürger-Workshop wurden Ideen und Anregungen für eine Landesgartenschau gesammelt, unter anderem wurde die Errichtung einer Seepromenade und eine Verschönerung des derzeit als Parkplatz genutzten Marktplatzes angeregt. Am 8. Februar 2007 beschloss der Stadtrat, sich um die Ausrichtung der Landesgartenschau zu bewerben. Sollte ein Zuschlag für das angestrebte Jahr 2010 ausbleiben, stehe die Stadt Zülpich auch für die darauf folgende Landesgartenschau zur Verfügung.
Einziger Mitbewerber um die Landesgartenschau 2010 war die Stadt Hemer. Die Auswahl wurde von einer zehnköpfigen unabhängigen Bewertungskommission durchgeführt. Sie bestand aus Vertretern der Landesarbeitsgemeinschaft Gartenbau- und Landespflege, des Städte- und Gemeindebundes NRW, der Tourismusagentur NRW, der Naturschutzverbände, der Wissenschaft, der Landesverbände der Kleingärtner, der Gartenamtsleiterkonferenz NRW sowie der Ministerien für Bauen und Verkehr und für Umwelt und Naturschutz. Die Kommission besuchte Hemer am 24. April und Zülpich am 27. April 2007, um sich für ihre Auswahlempfehlung selbst ein Bild zu machen.
Der nordrhein-westfälische Minister für Umwelt und Naturschutz, Landwirtschaft und Verbraucherschutz Eckhard Uhlenberg gab am 2. Mai 2007 in Düsseldorf den Zuschlag für Hemer als Ausrichter der Landesgartenschau 2010 bekannt. „Es war ein sehr knappes Rennen. Beide Bewerbungen hatten ein hohes Niveau und waren nach Ansicht der Kommission gut geeignet für die Durchführung einer Landesgartenschau.“ In seiner Begründung schätzte er „die Beseitigung der siedlungsstrukturellen Defizite wie auch die Verbesserung der touristischen Profilierung in Zülpich nicht so zwingend notwendig und zeitlich dringlich“ wie für Hemer ein.
Zülpich habe jedoch eine „landesgartenschaureife Bewerbung“ abgegeben. Zülpichs Bürgermeister Albert Bergmann wurde von Uhlenberg angehalten, dass Zülpich sich für die nächste Landesgartenschau erneut bewerben sollte.

### Bewerbung um die Landesgartenschau 2014
Am 30. August 2007 gab die Stadt Zülpich die Bewerbungsunterlagen für die Landesgartenschau 2014 ab, einziger Mitbewerber war die Stadt Hamm. Die ebenfalls eingereichte Bewerbung der Stadt Duisburg konnte aufgrund der finanziellen Probleme der Stadt nicht berücksichtigt werden. Die Stadt Ahlen hatte eine Bewerbung erarbeitet, diese jedoch aufgrund von offenen Fragen zur Nachnutzung des Landesgartenschau-Geländes nicht eingereicht.
Nachdem die Bewertungskommission Zülpich am 2. April und Hamm am 3. April 2008 besucht hatte und ihr Votum einstimmig für Zülpich abgegeben hatte, erhielt Zülpich am 8. April 2008 vom Umweltminister offiziell den Zuschlag. Dieses Mal äußerte Uhlenberg in der Begründung: „Das Konzept aus Zülpich war am Ende aber überzeugender, weil es sehr deutlich darstellt, dass die Gartenschau in Zülpich das am besten geeignete Instrument für die künftige Stadtentwicklung ist und damit der Stadt und der Region auch touristisch einen wichtigen Schub geben wird.“
Mit einem kurzfristig angesetzten Bürgerfest wurde der Zuschlag im Innenhof des Rathauses in Zülpich gefeiert.

### Organisation und Bau der Gartenschau
Am 22. Januar 2009 schloss sich in der Bürgerbegegnungsstätte Martinskirche der Förderverein zur Landesgartenschau 2014 mit 105 Gründungsmitgliedern zusammen.
Zur Vorbereitung, Durchführung und Abwicklung sowie den Rückbau der Landesgartenschau wurde am 9. Februar 2009 die Landesgartenschau Zülpich 2014 GmbH gegründet. Gesellschafter der GmbH sind die Stadt Zülpich und die Landesarbeitsgemeinschaft Gartenbau und Landespflege NRW e.V. (LAGL) mit Sitz in Köln. Zum Geschäftsführer wurden Stadtplaner Christoph Hartmann und Diplom-Ingenieur Heinrich Sperling bestimmt. Die Gesellschaft verfügt über ein Stammkapital von 30.000 Euro, wobei die Stadt Zülpich eine Stammeinlage von 20.000 Euro und die LAGL eine von 10.000 Euro übernommen hat.
Im Aufsichtsrat sitzen Bürgermeister Bergmann als Aufsichtsratsvorsitzender, dazu Stadtkämmerer Ottmar Voigt, die sechs Vorsitzenden der im Rat der Stadt Zülpich vertretenen Fraktionen sowie vier Vertreter der LAGL. Die Bezirksregierung Köln, das Umweltministerium NRW, der Kreis Euskirchen und der LaGa-Förderverein entsenden je ein beratendes Mitglied. Der Aufsichtsrat besteht somit insgesamt aus zwölf stimmberechtigten und vier beratenden Mitgliedern.
Am 7. November 2011 startete der Dauerkartenverkauf, Tageskarten waren ab Herbst 2013 erhältlich. In der ersten Vorverkaufsphase bis zum 31. Dezember 2011 wurden insgesamt 2760 Dauerkarten verkauft.
Im November 2012 übernahm die nordrhein-westfälische Ministerpräsidentin Hannelore Kraft die Schirmherrschaft für die LaGa.

#### Baumaßnahmen zur Verbesserung der Infrastruktur
Die Ampelkreuzung vor dem Kölntor wurde durch einen Kreisverkehr ersetzt, Zebrastreifen ersetzen die Fußgängerampeln. Im Zuge dieser Umbauarbeiten wurde die Martinstraße bis zum Durchbruch der Stadtmauer und der gesamte Frankengraben bis zum Münstertor erneuert. Hier wurden zudem beidseitig Radfahrstreifen errichtet. Die Umbauarbeiten starteten im Mai 2011 und wurden Anfang Oktober 2011 abgeschlossen.
Von Juli 2011 bis Februar 2012 wurden die Umbauarbeiten an der Nideggener Straße vorgenommen. Neben der Erneuerung von Straßenbelag und Gehwegen wurden Säulen-Hainbuchen entlang der Straße angepflanzt.
Auch der Vorplatz am Münstertor wurde ab April 2012 von einer Ampelkreuzung in einen Kreisverkehr umgebaut und sollte so einen deutlich attraktiveren Eingang zur Altstadt bilden. Dazu wurde das Eckhaus, ein seit Sommer 2009 leerstehendes Haushaltswarengeschäft, abgerissen, da ein Teil der Grundstücksfläche zum Bau des Kreisverkehrs benötigt wurde. Die an die Kreuzung angrenzende Grünfläche wurde umgestaltet. Auch der Platz am Weiertor und die Weierstraße wurden saniert. Aufgrund von Kanalarbeiten an der Bonner Straße wurde auch diese erneuert.

#### Historische Funde beim Bau der Landesgartenschau

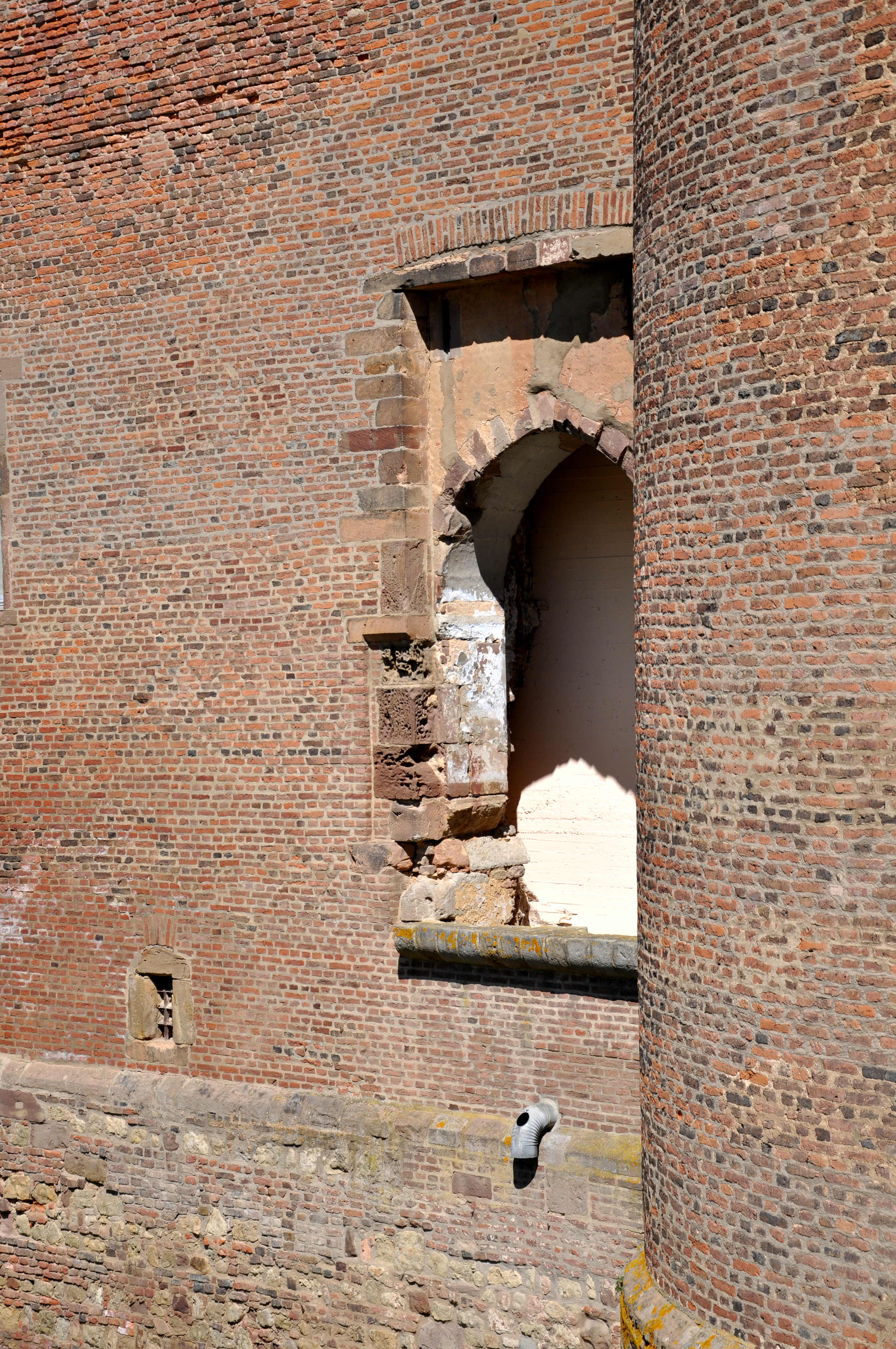

Im Februar 2011 stießen Archäologen bei Grabungsarbeiten an der Kurkölnischen Landesburg auf einen zwanzig Meter langen Graben und Überreste von Stützpfeilern einer bis zu diesem Zeitpunkt unbekannten Zugbrücke, mittels derer der Zugang zur Burg ohne das vorherige Betreten der Stadt möglich gewesen war. Diese Stützpfeiler bestanden aus Überresten der an gleicher Stelle gegen 1350 erbauten Vorgängerburg. Darüber hinaus stießen die Archäologen auf zerbrochenes Geschirr, Speiseabfälle und eine Kanonenkugel aus Drachenfels-Trachyt mit einem Gewicht von rund 2,5 Pfund.
Bei Umbauarbeiten des Marktplatzes im April 2011 wurden zahlreiche Funde aus spätrömischer und fränkischer Zeit entdeckt. Neben rund 50 Gräbern, darunter drei Sarkophage aus den sechsten oder siebten Jahrhundert mit den damals üblichen Grabbeigaben, wurde erstmals ein Stück der Römerstraße entdeckt, die nach Neuss führte. Überreste von zwei Kapellen, von denen eine römischen Ursprungs war, sowie ein 17 Meter tiefer, mittelalterlicher Brunnen, der spätestens im 16. Jahrhundert errichtet wurde, wurden entdeckt. Diese Funde führen zu Bauverzögerungen von mehreren Monaten, da an dieser Stelle, die außerhalb der römischen Stadtgrenzen liegt, auch aufgrund der Zerstörungen durch den Zweiten Weltkrieg überhaupt nicht mit dem Fund von Bodendenkmälern gerechnet wurde. Die Grabungskosten in Höhe von 129.000 Euro belasten größtenteils den Haushalt der Stadt Zülpich als Grundstückseigentümerin des Marktplatzes.
Bei archäologischen Grabungen, die von Juli bis September 2011 im Vorfeld von Kanalarbeiten auf dem Mühlenberg stattfanden, wurden diverse Funde aus römischer Zeit entdeckt. Überreste eines Wohnhauses mit Säulen, die es ansonsten nur in tempelähnlichen Bauten gab, deuten darauf hin, dass hier wohlhabende Römer gelebt haben. Dies bestätigen Funde von hochwertigem Geschirr aus dem zweiten Jahrhundert. Darüber hinaus fanden die Archäologen Reste von Trierer Spruchbechern aus dem vierten Jahrhundert sowie eine Feuerstelle aus Ziegeln und Überreste eines Pferdegebisses.
Auch bei den Bauarbeiten von Burgplatz und Kirchplatz auf den Mühlenberg im Sommer 2012 haben Archäologen zahlreiche Fundstücke aus Römerzeit, Spätantike und Mittelalter freigelegt. Neben Resten von Häuserfronten wurden hier verbrannte Ziegel, ein Stampflehmboden und Überreste von römischen Fußbodenheizungen gefunden, was auf ein größeres Haus an dieser Stelle hindeutet. Die Häuser waren mit geometrischen Wandmalereien und teilweise auch mit Mosaiken verziert. Auch Terra Sigillata, eine Fibel aus Bronze und eine goldene Perle, die vermutlich Teil einer Glaskette war, wurden entdeckt. Unmittelbar vor der Pfarrkirche St. Peter gruben die Archäologen einen Matronenstein aus dem zweiten bis dritten Jahrhundert aus. Auf dem Mühlenberg legten die Archäologen einen römischen Brunnen aus dem zweiten bis dritten Jahrhundert frei. Auch ein in den Jahren zwischen 50 und 70 nach Christus erstellter Jünglingskopf aus lothringischem Kalkstein wurde hier gefunden. Dieses Halbrelief hat eine Größe von rund 27 Zentimetern und zierte vermutlich die steinerne Einfassung eines Sarges. Außerdem wurden auf dem Mühlenberg 23 hölzerne Gräber entdeckt, die Spuren deuten darauf hin, dass hier Menschen von der Römerzeit bis ins 18. Jahrhundert beerdigt wurden.
Beim Umbau des Ostturms der Landesburg stieß man Ende 2012 auf ein eingemauertes gotisches Fenster.

## Konzept
Die Landesgartenschau umfasste drei Hauptschauplätze, den 20 ha großen „Seepark“ am Wassersportsee Zülpich, den rund 5 ha großen „Park am Wallgraben“ sowie die „Historische Altstadt“.

### Seepark

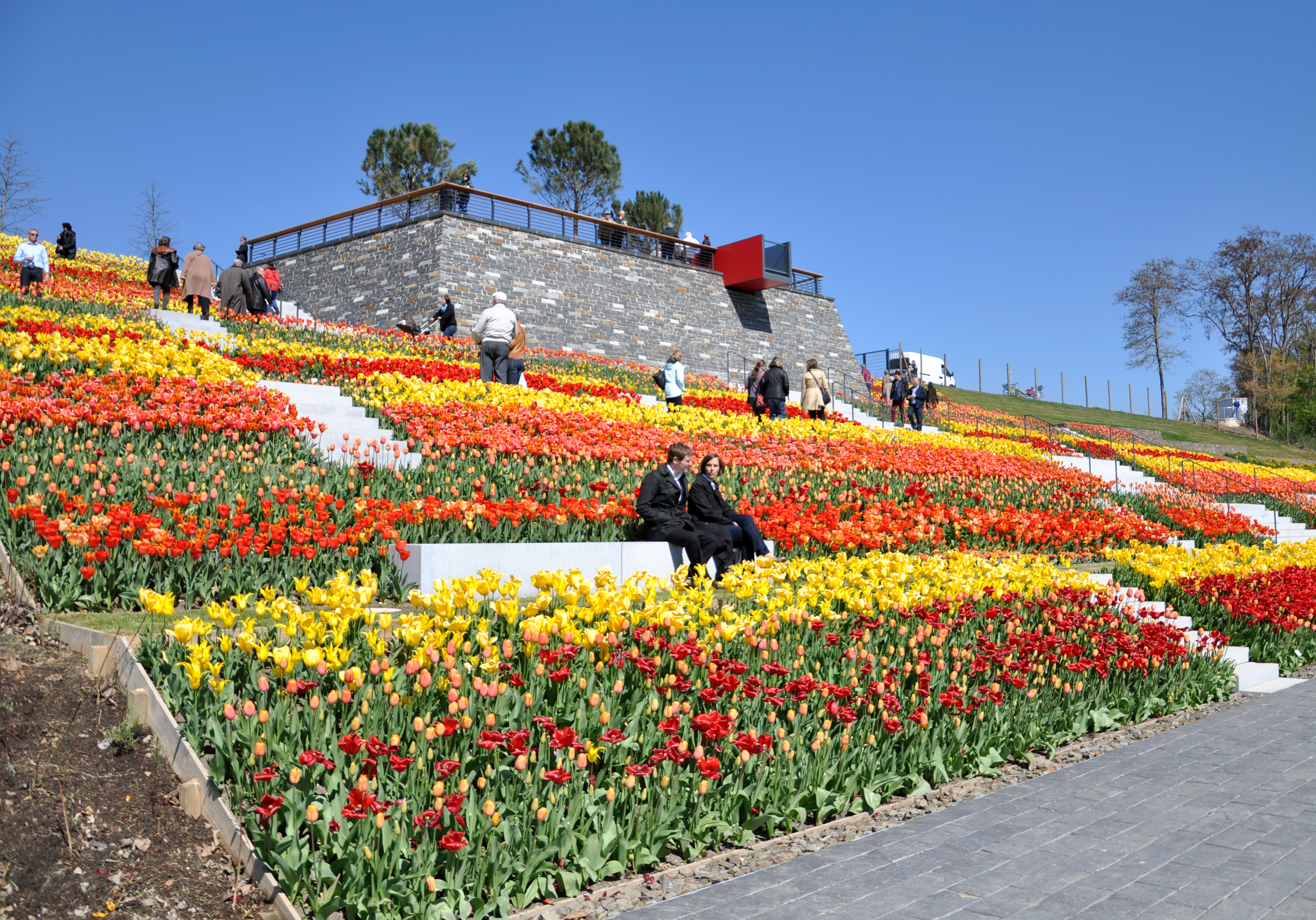
Römerbastion am Seepark zum Eröffnungstag am 16. April 2014

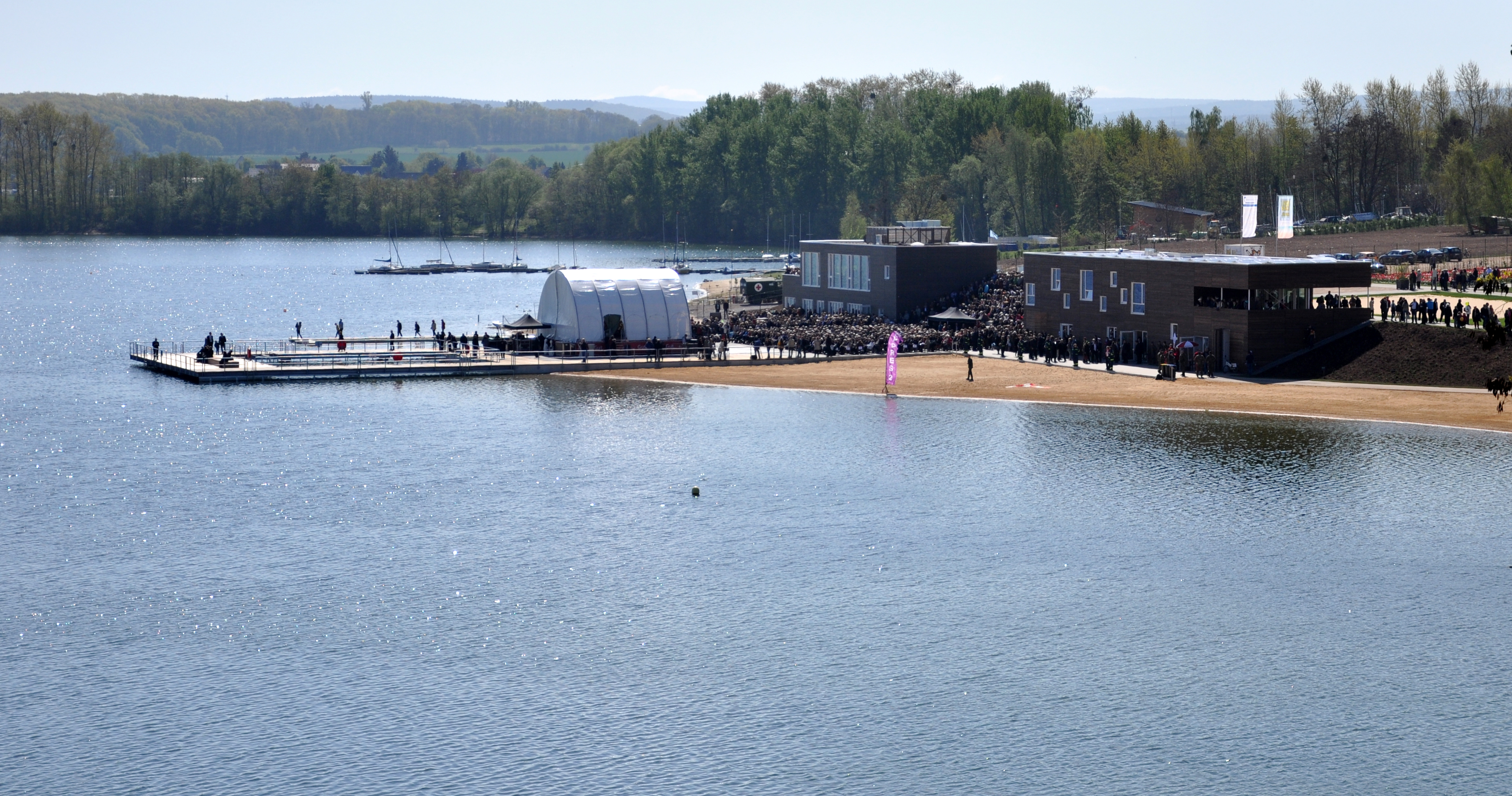
Seebühne

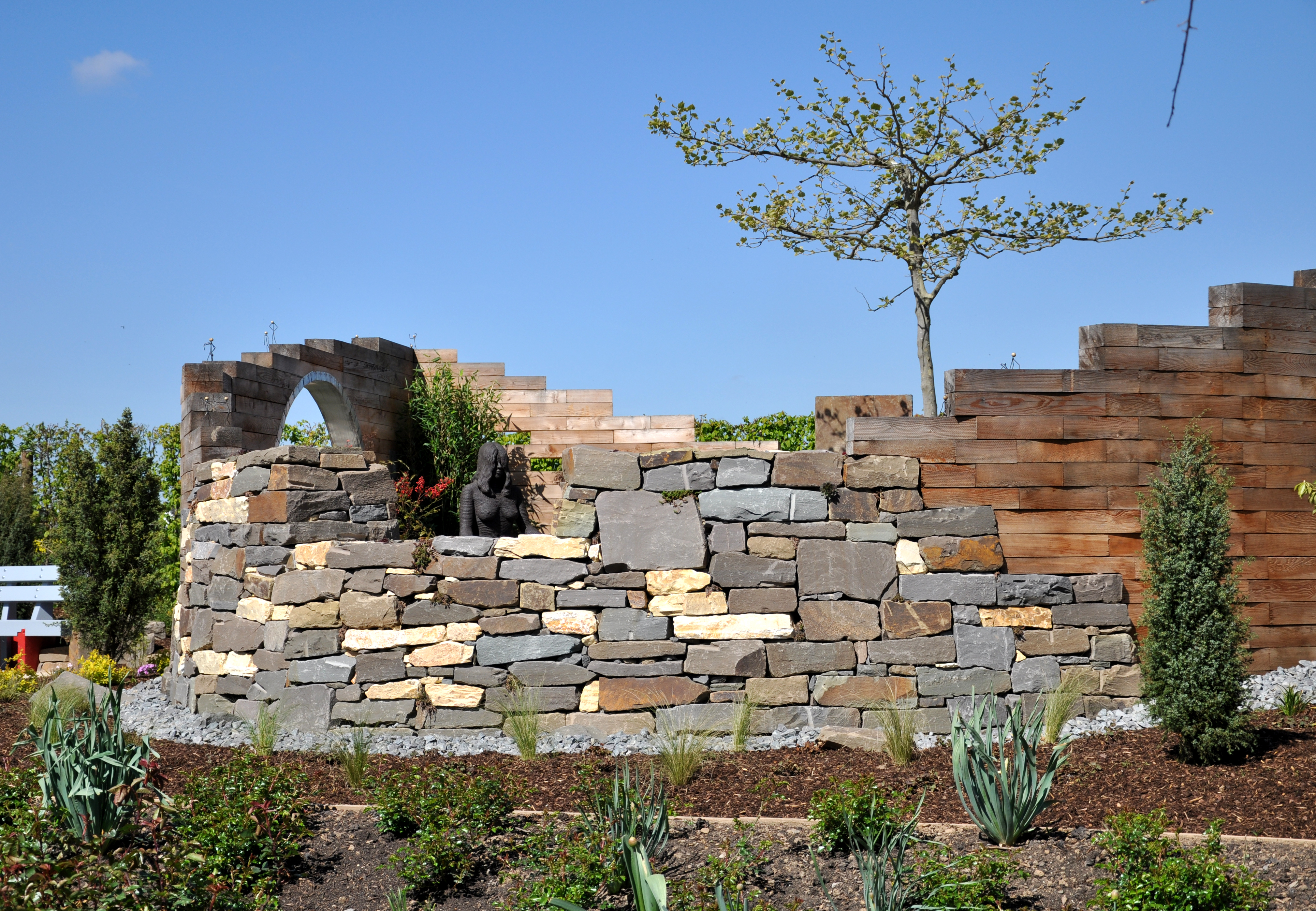
Designergarten

Bereits am 13. Dezember 2007 beschloss der Rat der Stadt Zülpich im Hinblick auf die Landesgartenschau-Bewerbung, den bislang für 40.000 Euro jährlich gepachteten Wassersportsee von der Juntersdorf GmbH zu erwerben. Neben dem rund 85 ha großen Wassersportsee erwarb die Stadt Zülpich am 15. Februar 2008 auch 25 ha Nebenflächen, der Kaufpreis betrug 1,05 Millionen Euro. Möglich geworden war der von der Stadt bereits seit vielen Jahren angestrebte Erwerb des Sees durch die im Jahr 2007 vollzogene Übertragung des Kanalnetzes an den Erftverband.
Für die Gestaltung des Geländes am Wassersportsee lobte die Landesgartenschau 2014 Zülpich GmbH den landschaftsarchitektonischen Wettbewerb „Seepark“ aus, der am 13. Februar 2009 startete. Ziel des Wettbewerbs war es, den See sowohl für die Zülpicher als auch für Besucher der Landesgartenschau deutlich attraktiver zu gestalten. Es wurde ein individueller Entwurf angestrebt, der einen Wiedererkennungseffekt für den See schafft. Fast 100 Bewerber reichten bis zum 6. Mai 2009 Entwürfe zur Gestaltung des Seeparks ein, am 10. Juni 2009 erhielt das Büro Geskes und Hack Landschaftsarchitekten GbR den Zuschlag.
Dieser Entwurf zeichnete sich durch ein mediterranes Landschaftsbild aus. Die Allee „Stadtachse“ (Verlängerung der Bonner Straße) mündete auf einem großen Platz, der sogenannten „Römerbastion“. Diese bestand aus einem Balkon mit Ausguck in Richtung der von hier aus bis zum Seeufer angelegten Blumenterrassen. Schirm-Kiefern sorgten für Schatten und unterstrichen das mediterrane Erscheinungsbild der Römerbastion. Von hier aus führten zwei Wege promenadenartig am Ufer des Sees entlang. Das Zentrum des Seeparks bildete die große „Seeachse“ im südwestlichen Bereich, hier entstand neben den „Jahrtausendgärten“ ein schwimmendes Seebad. Die ursprüngliche Planung sah hier Bootsanleger, Liegedecks, Wasserrutsche, Sprungturm, Badepavillon mit Dampfbad sowie Warm- und Kaltbäder vor, die Realisierung wurde jedoch nicht derart umfangreich. Der rund drei Meter große Höhenunterschied zwischen Badestrand und Promenade wurde mit einer Sitzstufenanlage überbrückt, die ohne Aufwand in eine große „Seearena“ verwandelt werden konnte, ein 40 Meter in den See hineinragender Steg diente als „Seebühne“. Die Sitzstufenanlage bot Platz für bis zu 1300 Menschen. Dieses Seebad wurde als zentraler Punkt des Seeparks gewählt, da sich in Zülpich die wohl besterhaltene römische Thermenanlage nördlich der Alpen und seit einigen Jahren das einzige deutsche Museum der Badekultur befinden.
Eine der Besonderheiten dieses Entwurfs war das „Forum Holz“, eine aus Holz errichtete Seebühne, die am Ufer von zwei Gebäuden gerahmt wurde. Es handelte sich hierbei um zwei Holzbauten, ein „Lago Beach Zülpich“ genanntes Gastronomiegebäude und ein zweigeschossiges Ausstellungsgebäude, das nicht nur der gemeinsamen Präsentation verschiedener Natur- und Umweltinstitutionen diente, sondern auch die benötigte Infrastruktur des Freibades aufnahm. Außerdem waren hier Räumlichkeiten für die DLRG vorgesehen. Ein CO2-neutraler Betrieb des Gebäudes wurde mit einer integrierten Photovoltaikanlage und einer Solarthermieanlage angestrebt. Man entschied sich jedoch für die Wärmenutzung des Seewassers mittels eines Wärme-Energie-Tauschers, um Lüftung und Heizung der Gebäude zu betreiben.
Ein Hotel mit Wellnessbereich sollte direkt an das Seebad angrenzen, das Projekt kam jedoch nie über die Planungsphase hinaus.
Im Dezember 2010 wurden große Teile der nördlichen Seeböschung gerodet. Hier befanden sich keine erhaltenswerte Gehölzbestände, sondern hauptsächlich überalterte Pappeln, die zur Böschungssicherung des Braunkohletagebaus angepflanzt worden waren. Einzelne erhaltenswerte Bäume blieben erhalten. Die anschließende Aufforstung ist ein Pilotprojekt der Forstbehörde. Hier wurden mit Blick auf den Klimawandel wärmeliebende Bäume angepflanzt, wie beispielsweise die Esskastanie. In einem Teilbereich entsteht ein Tertiärwald, der aus den typischen Bäumen zur Zeit der Braunkohleentstehung besteht. Durch die Freihaltung von insgesamt vier Sichtfenstern wird hier zukünftig von der Uferpromenade aus der Blick auf den See ermöglicht.
Der neu entstehende Wald des 21. Jahrhunderts wurde am 13. März 2011 durch NRW-Umweltminister Johannes Remmel eingeweiht.
Der Rat der Stadt Zülpich beschloss in seiner Sitzung am 13. Dezember 2011 aufgrund der Bauarbeiten und der erforderlichen Baustraßenzufahrten im Südteil des Sees mehrheitlich, die Badenutzung am Wassersportsee bis zur Neueröffnung des Seebades im Jahr 2014 auszusetzen.
Gemeinsam mit dem Bund Deutscher Landschaftsarchitekten lobte die Landesgartenschau 2014 Zülpich GmbH im Mai 2012 einen Gestaltungswettbewerb für junge Landschaftsarchitekten und Studenten unter dem Namen „Garten der Zukunft auf der Landesgartenschau Zülpich 2014“ aus. Aus den 15 eingereichten Entwürfen entschied sich die siebenköpfige Jury für den Entwurf „Plant as many trees as possible“ von Andreas Hermanns aus Niederkrüchten. Es handelt sich dabei um einen rechteckigen Garten, der von Hainbuchen, die wie große Säulen aussehen, eingezäunt wird. Das Innere des Gartens wird durch buschige Hainbuchen aufgelockert, dicke Quader aus Eichenholz dienen als Sitzelemente für die Besucher. Insgesamt 200 Hainbuchen brachte Hermanns in seinem Konzept unter, die jedoch nicht fest eingepflanzt, sondern auf Baustahlmatten mit Unterspanngurten befestigt wurden. Diese Konstruktion war jedoch unsichtbar, da der Boden mit Hackschnitzeln aufgefüllt wurde. Somit konnte der Garten zum Ende der Landesgartenschau problemlos abgebaut und die Bäume umgepflanzt werden. „Der Entwurf nimmt die Strenge der klassischen römischen Architektur auf und setzt sie durch die Dichte der Bepflanzung zeitgenössisch um“, lobte die Jury.
Um den Besuchern einen barrierefreien Zugang zu gewährleisten, wurden mehrere Hügel, die zwischen dem Eingangsbereich und dem See lagen, abgetragen, in Richtung See hingegen wurde Erdreich aufgeschüttet. Insgesamt wurden hier mehr als 10.000 Kubikmeter Erde bewegt.
Bis zum September 2012 wurden im Bereich des Seeparks 4149 Stauden und 6110 Heckenpflanzen gepflanzt. Bis zum Januar 2014 erhöhten sich die Zahlen deutlich auf 3441 Bäume, 161 500 Stauden, Gräser und Zwiebelpflanzen, 8050 Rosen und 6360 Sträucher, hier war jedoch der Park am Wallgraben bereits eingerechnet. Alleine an der Römerbastion wurden 70.000 Tulpenzwiebeln gepflanzt.

#### Alleen

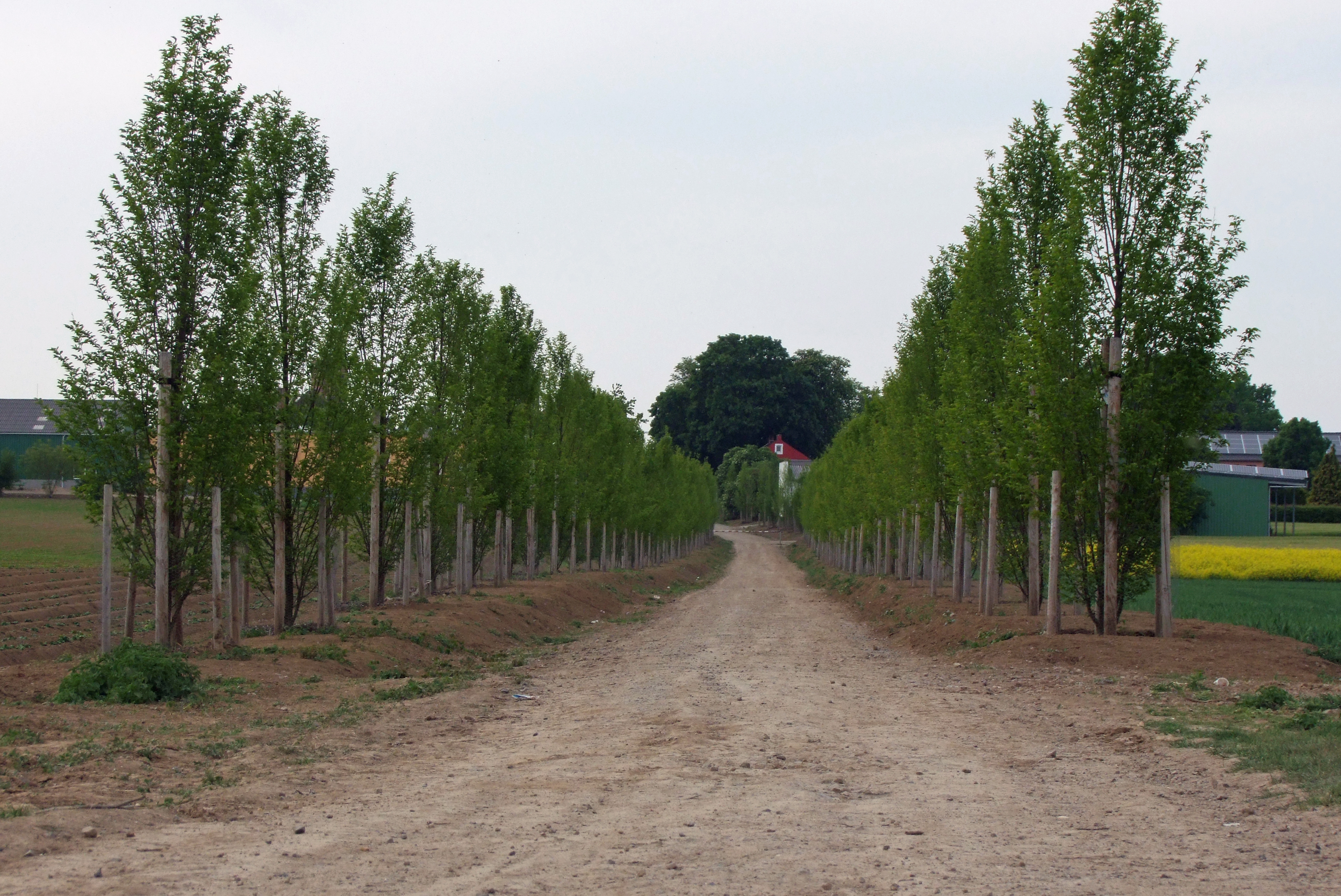
Buchen-Allee „Römerachse“, vom See aus gesehen (Mai 2011)

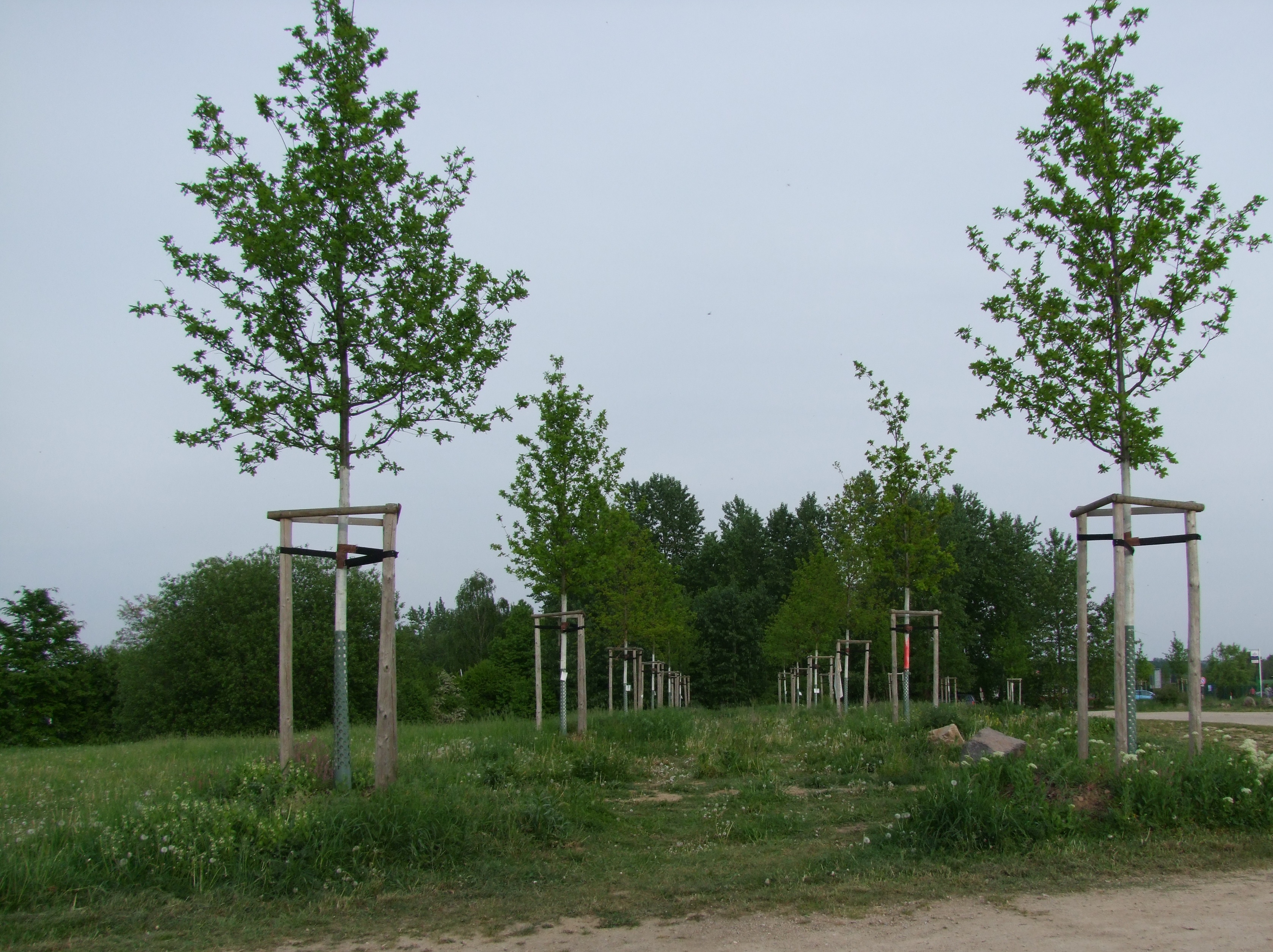
Eichen-Allee „Seeachse“, vor dem Bau des Radweges (Mai 2011)

Drei unterschiedlich bepflanzte Alleen führten zum Seepark. Die ersten beiden Baumreihen wurden vom Land NRW im Rahmen des 100-Alleen-Programms gefördert und vom damaligen nordrhein-westfälischen Ministerpräsidenten Jürgen Rüttgers am 15. April 2010 eröffnet.
Vom Ortsteil Lövenich aus erreichte man die Parkplätze am See über eine Betonstraße, die sogenannte „Seeachse“, die noch aus der Zeit des Braunkohletagebaus stammt. Entlang dieser Betonstraße und eines neuen Radweges, der direkt neben der Betonstraße entstand, haben die Landschaftsplaner 252 Deutsche Eichen pflanzen lassen.
Als Verbindungsallee vom Park am Wallgraben konnte man über den „Lichweg“ entlang von 108 Schwedischen Mehlbeeren das Ufer des Zülpicher Sees fußläufig erreichen.
Die „Römerachse“ von der Bonner Straße zum See mündete am Seeufer in die große Römerbastion. Mit mediterranen Landschaftsbildern wurde hier auf die römische Vergangenheit von Zülpich hingewiesen. Für die Allee wurden zwar keine typisch mediterranen Bäume ausgewählt, aber die heimische Säulen-Hainbuche sollte dem mediterranen Stil sehr nahekommen. Es wurden insgesamt 78 Bäume angepflanzt. Diese Allee wurde nicht aus dem 100-Alleen-Programm NRW gefördert, da die Verwendung von Säulen-Hainbuchen seitens des Umwelt-Ministeriums abgelehnt wurde. Stattdessen wurde sie über Städtebaufördermittel vom Ministerium für Bauen und Verkehr finanziert.
Beim 100-Alleen-Programm wurde die Anschaffung der Bäume zu 80 Prozent, bei der Städtebauförderung zu 70 Prozent bezuschusst. Da 10 Prozent der Kosten von der Landesgartenschau Zülpich 2014 GmbH getragen wurden, wurden über den Förderverein Baumpatenschaften angeboten, um den Differenzbetrag aufzubringen. Auch für die Säulen-Hainbuchen an Nideggener Straße und Bonner Straße sowie für eine Reihe von rund 50 Sumpf-Eichen im Gelände des Seeparks bot der Förderverein Baumpatenschaften an.

### Park am Wallgraben

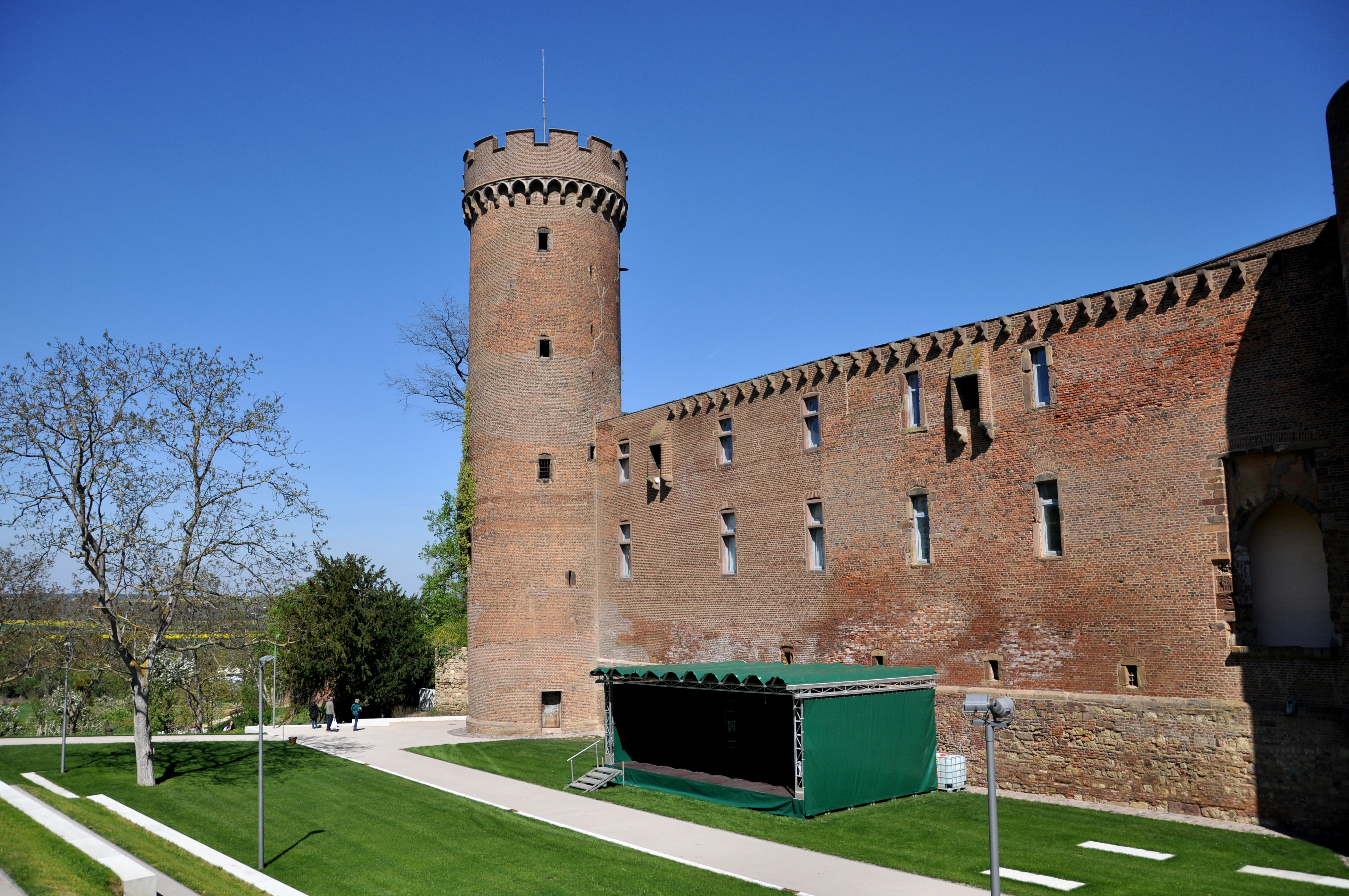
Burgplaza am Eröffnungstag der Landesgartenschau

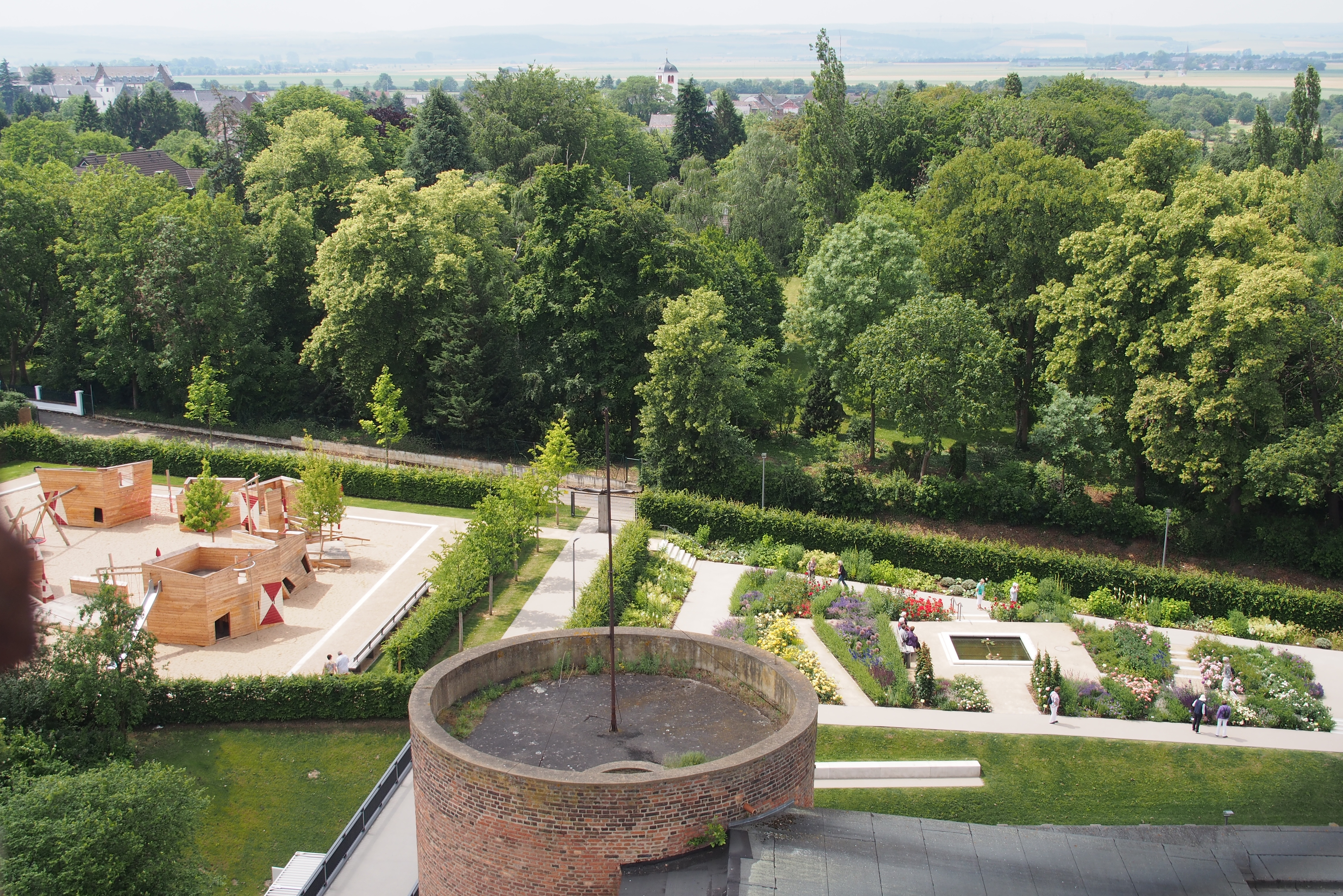
Blick vom Ostturm der Landesburg auf den Burgspielplatz (links) und das Rosarium Tolbiacum

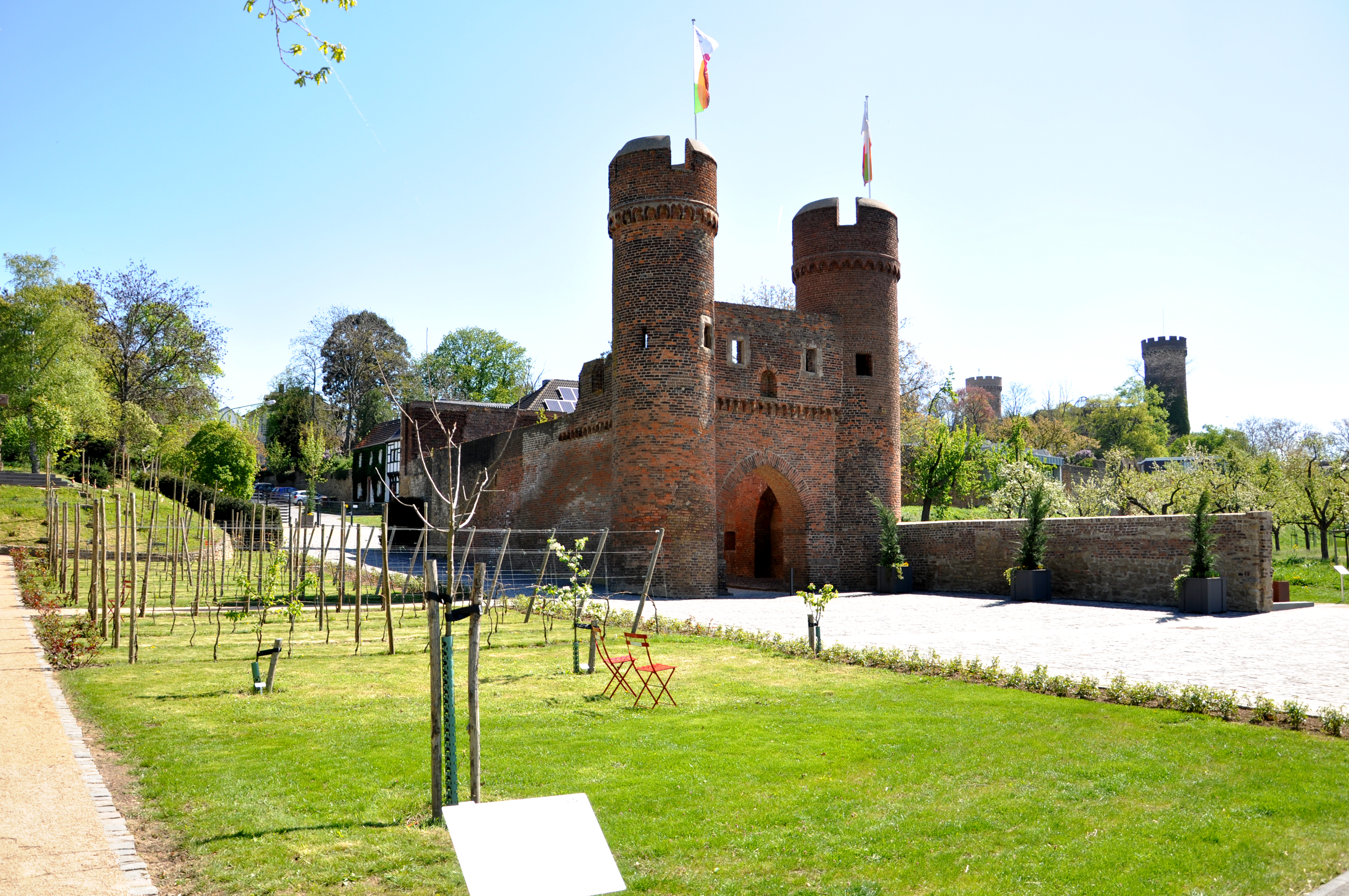
Weiertor und Weinberg am Eröffnungstag der Landesgartenschau

Die den historischen Stadtkern umgebende Wallgrabenzone wurde zum Park am Wallgraben umgestaltet und öffentlich zugängig gemacht. Durch eine 32-stufige Freitreppe, die bis zu 9,80 Meter breit ist und Mitte 2012 fertiggestellt wurde, war der Zugang vom Burgplatz zum Wallgraben möglich. Die Treppe führte direkt auf die tiefer gelegene, neue Burgplaza, hier fanden während der Landesgartenschau Veranstaltungen vor der Kulisse der Landesburg statt. Eine Bühne und Sitzplätze für 400 Personen wurden errichtet. Außerdem war mit einer neuen Brücke eine barrierefreie Fußwegverbindung zwischen Burgplatz und Wallgrabenzone geschaffen worden, die den Park am Wallgraben mit der historischen Altstadt verband. Die Brücke war 24 Meter lang, 22 Tonnen schwer, bestand aus Gusseisen und war in einem schlichten Design konzipiert, da sie die Blicke der Besucher nicht von der Burg ablenken sollte. Gegossen wurde die Brücke in zwei Teilen im niedersächsischen Lingen, und dann im November 2011 per Schwertransport nach Zülpich transportiert und hier miteinander verschweißt. Offiziell eröffnet wurde sie jedoch erst im April 2014.
Am Ende der Brücke lag ein 1000 Quadratmeter großer Rosengarten mit Namen „Rosarium Tolbiacum“, in dem insgesamt 800 Rosen gepflanzt wurden. In der Mitte des Gartens wurde ein Wasserbecken errichtet, außerdem gab es hier eine Aussichtsplattform, die einen Blick auf Stadtmauer, Weiertor und die Obstwiesen des Wallgrabens ermöglicht. Bergab durch die angrenzenden Obstwiesen führte ein Serpentinenweg, von hier aus bis zum Weiertor wurden Schaugärten errichtet. Südlich an das Rosarium Tolbiacum grenzte ein Kinderspielbereich, der neue Burgspielplatz.
Die Zülpicher Partnerstädte Blaye (Südfrankreich) und Leiwen (Mosel) legten in Anlehnung an den historisch nachgewiesenen Weinanbau in der Römerzeit am 23. April 2010 eigens für die Landesgartenschau neben dem Weiertor einen 800 Quadratmeter großen Weinberg an. Im unteren flachen Teil, typisch für Blaye, wurden 200 Rebstöcke für Rotwein der Sorte „Merlot“ und in der moseltypischen Hanglange 200 Rebstöcke für Weißwein der Sorten „Phoenix“ und „Johanniter“ angepflanzt. Auch die beiden anderen Partnerstädte Elst und Kangasala wurden hier einbezogen. Im November 2011 pflanzten Landwirte aus Elst hier 150 Rosenstöcke unterschiedlichster Sorten, darunter auch englische Rosen, sowie insgesamt 19 Apfel-, Birnen- und Pflaumenbäume der Sorten „Glorie van Holland“, „Pipperling“ und „Betuwse Kwets“. Außerdem sollte dort eine Blockhütte mit einem Birkenhain, typisch für das finnische Kangasala, errichtet werden. Während der Landesgartenschau sollte im Weiertor eine Vinothek eingerichtet werden, wo neben frisch gepresstem Apfel- und Birnensaft aus den Früchten der Obstbäume exklusiv der aus den Trauben des Weinbergs gewonnene Wein erhältlich sein sollte.
Auch weiter nördlich befanden sich Obstwiesen, westlich wurden großflächige Blumenfelder errichtet, die im jahreszeitlichen Wechsel mit Frühjahrs-, Sommer- und Herbstblumen bepflanzt wurden. Den Abschluss des Parks in westlicher Richtung bildeten die Gärten der Gartenbauvereine und Kleingärtner sowie die Ausstellungsbeiträge der Friedhofsgärtner, die an dieser Stelle Grabmale und Grabbepflanzungen präsentierten.
Brücke, Freitreppe, Rosengarten, Burgspielplatz, Obstwiesen und Weinberg bleiben auch nach der Landesgartenschau erhalten und werden öffentlich zugänglich gemacht, die restlichen Teile des Parks werden zurückgebaut.

### Historische Altstadt
Die Altstadt blieb als einziger Teil der Landesgartenschau frei zugänglich. Der Marktplatz wurde von einem Parkplatz zu einer großen Freifläche mit Außengastronomie umgestaltet, der Vorplatz der Kirche St. Peter und der Kurkölnischen Landesburg am Mühlenberg wurde ebenfalls neu gestaltet. Die in den 1950er Jahren in südöstlicher Richtung direkt an die Landesburg angebaute und aus ästhetischer Sicht als Bausünde angesehene „Rampenhalle“ wurde im Juli 2011 abgerissen, womit die an die historische Situation anknüpfende Freistellung der Burg erreicht wird. Hier wird sich der Zugang zur Freitreppe zur Burgplaza befinden. Der 30 Meter hohe Ostturm der Burg wurde ab Februar 2012 zu einem öffentlichen Aussichtsturm umgebaut, hierzu wurde mit Hilfe eines Krans eine Wendeltreppe von oben in den Turm eingelassen. Darüber hinaus wurde die Fassade des Turms unter Berücksichtigung des Denkmalschutzes aufwändig saniert. Die Aussichtsplattform soll auch nach der Landesgartenschau als Attraktion für Bürger und Touristen zur Verfügung stehen, der Zugang findet über eine Außentreppe statt.
Die Einkaufsstraßen wurden punktuell aufgewertet. Dies betraf hauptsächlich die „Kinat“ als neuen, identitätsstiftenden Mittelpunkt der Einkaufsstraßen. Um dieses Ziel zu erreichen, wurde der dort vorhandene Kreisverkehr zurückgebaut. Der dort stehende Papiermacherbrunnen blieb erhalten, wurde jedoch um einige Meter versetzt. Durch den Rückbau in eine T-Kreuzung entstand ein großzügiger Platz im Kreuzungsbereich von Guinbertstraße, Schumacherstraße und Kölnstraße, der für Außengastronomie genutzt werden sollte. Eine Anpflanzung von Säulen-Hainbuchen war geplant, um auch hier den mediterranen Eindruck zu verstärken.

### Ortschaften
Auch die 24 Ortschaften, die zu Zülpich gehören, wurden bei der Landesgartenschau mit eingebunden. Hierzu wurden für alle Ortschaften insgesamt 1000 Kletter- und Beetrosenstöcke zur Verfügung gestellt. Es handelte sich dabei um die Beetrose „Garden of Roses“, die Kletterrose ist eine rosa-farbene Rose, die sich durch eine volle Blüte und einen feinen Duft auszeichnet. Die Rose wurde am 27. Juli 2012 auf den Namen „Rose de Tolbiac“ getauft, 3800 Pflanzen wurden für die Landesgartenschau produziert. Im Juni 2013 wurde die „Rose de Tolbiac“ im 61. Internationalen Neuheiten-Wettbewerb mit dem Ehrenpreis der Rosenstadt Zweibrücken ausgezeichnet.
Darüber hinaus stellte der Landschaftsverband Rheinland im Zuge der „Maßnahmen zur Erhaltung und Wiederherstellung kulturhistorisch begründeter Landschaftsbilder durch die Bereitstellung von Pflanzgut“ kostenlos 154 Obstbäume, 153 Laubbäume und 551 Heckenpflanzen für die Ortschaften zur Verfügung. Es handelte sich dabei ausschließlich um heimische Bäume und Sträucher sowie in der Region bewährte Obstsorten.

## Kosten
Zum Zeitpunkt der Erstellung der Machbarkeitsstudie für die Landesgartenschau 2010 im Oktober 2006 waren Gesamtinvestitionskosten in Höhe von rund 10 Millionen Euro vorgesehen. Dieser Betrag erhöhte sich bis zur Bewerbungsabgabe im Frühjahr 2007 auf 15,6 Millionen Euro.
Bei der im August 2007 eingereichten Bewerbung für die Landesgartenschau 2014 wurde mit dem gleichen Betrag zuzüglich einer Inflationssteigerung von 5 Prozent, also Kosten von rund 16,4 Millionen Euro, kalkuliert. Im Laufe der weiteren Planung erhöhten sich die Kosten auf rund 20 Millionen Euro, wovon die Stadt Zülpich 9,2 Millionen Euro aufbringen sollte. Im Jahr 2010 konnten durch Reduzierung städtebaulicher Maßnahmen sowie durch geringere Grunderwerbskosten die veranschlagten Investitionskosten auf 17 Millionen Euro gesenkt werden, auch der Eigenanteil der Stadt Zülpich reduzierte sich auf 5,97 Millionen Euro.
9,1 Millionen Euro davon flossen in die Errichtung des Seeparks, 4,5 Millionen Euro in den Bau des Parks am Wallgraben (inklusive Burg- und Kirchplatz). Die restlichen 3,4 Millionen Euro verteilten sich auf die übrigen Projekte, davon 1,28 Millionen auf die Sanierung des Marktplatzes und 394.000 Euro in den Ausbau des Ostturms der Landesburg.
Im Februar 2010 erhöhte das NRW-Städtebauministerium seine Förderung der städtebaulichen Maßnahmen im Rahmen der LaGa von 60 auf 70 Prozent, die Stadt Zülpich musste damit nur 30 Prozent der Investitionskosten selbst tragen. Hier flossen insgesamt 2,177 Millionen Euro Fördermittel, weitere 5 Millionen Euro stellte das Umweltministerium NRW bereit.
Die Errichtung des „Forum Holz“ wurde ebenfalls vom NRW-Umweltministerium mit 900.000 Euro gefördert.
Im Dezember 2012 wurde bekanntgegeben, dass sich der städtische Eigenanteil an den unveränderten Gesamtkosten auf 4,8 Millionen Euro verringert habe, dazu wurden von Bund, Land und Kreis zusätzlich 20 Millionen Euro in Straßenbau und Städtebauförderung investiert.
Ausgenommen bei diesen Kostenschätzungen waren Grunderwerbskosten für Grundstücke rund um den Wassersportsee, diese betrugen rund 370.000 Euro. Zusätzlich zu den Investitionskosten sah der Durchführungshaushalt für die Landesgartenschau Ausgaben in Höhe von rund 6,3 Millionen Euro vor, die Stadt Zülpich rechnete hier mit einem Zuschussbedarf in Höhe von rund einer Million Euro.

## Marketing

### Logo
Logo der Landesgartenschau war eine Seerose, die von der Firma trafodesign GmbH aus Düsseldorf entworfen wurde. Die Seerose stand für die Verbindung von See- und Gartenlandschaft, durch ihre Form und die kräftigen Farbtöne sollte sie spielerisch und dynamisch erscheinen. Im unteren Teil des Logos wurde durch die Verwendung blasser Farbtöne eine Reflexion der Blume im Wasser angedeutet, der zwischen Blüte und Spiegelung horizontal verlaufende Schriftzug Landesgartenschau 2014 Zülpich sollte die Uferlinie darstellen.
Sechs Agenturen hatten mit eigenen Entwürfen an dem Ideenwettbewerb teilgenommen.

### Maskottchen
Die Landesgartenschau Zülpich 2014 GmbH lobte ab 19. März 2011 den Ideenwettbewerb „Mein Landesgartenschau-Maskottchen“ aus, Einsendeschluss war der 30. April 2011. Teilnehmen konnten nicht nur Einzelpersonen, sondern auch Vereine, Schulen und Kindergärten. Ziel war es, eine originelle Idee für einen Sympathieträger für die LaGa zu erhalten. Das Maskottchen soll als Walk-Act-Figur nicht nur auf der Landesgartenschau unterwegs sein, sondern bereits im Vorfeld in der Region werben und außerdem als Vorlage für diverse Marketingartikel, wie Stofftiere und Schlüsselanhänger dienen.
Aus insgesamt 89 Einsendungen wurde die Idee des Studenten Thorsten Kleinert zum Sieger gekürt. Bei seinem Vorschlag Tolbienchen handelte es sich um eine Biene, die mit Römerhelm, Kriegsgürtel und Sandalen bekleidet war. Die Biene hatte als Tier einen direkten Bezug zum Thema Garten und Blumen, während ihr äußeres Erscheinungsbild auf die Geschichte Zülpichs als Römerstadt hinwies. Dies galt ebenfalls für den Namen des Maskottchen, der ein Wortspiel mit dem römischen Namen Zülpichs, Tolbiacum, darstellte.
Von Juli bis August 2011 wurde das Maskottchen von der Kostümwerkstatt Stefanie Ludwig in Hagen am Teutoburger Wald realisiert, die bereits die Maskottchen für die Bundesgartenschau Schwerin 2009 und die niedersächsische Landesgartenschau 2010 in Bad Essen angefertigt hatte.

### Sponsoring
Im März 2011 gab die Landesgartenschau Zülpich 2014 GmbH bekannt, dass Sponsoren mit Geld- und Sachleistungen in Höhe von rund 200.000 Euro sogenannter „Premium-Sponsor“ werden konnten. Dies beinhaltete das Recht auf die Namensgebung für ein konkretes Projekt. Es gab insgesamt zwei Premium-Sponsoren. Der Hauptveranstaltungsort der LaGa, die Seebühne, trug den Namen einer Bank, als zweiter Premiumsponsor wurde 2012 ein Energieversorger vorgestellt, nachdem eine Wiese im Seepark benannt wurde.

## Veranstaltungen

### Blumenschauen
Elf Blumenschauen wurden im Rahmen der Landesgartenschau gestaltet. Zehn bis 23 Tage lang waren die Schauen, die an die jeweilige Jahreszeit angepasst waren, zu sehen. In den dreitägigen Umbauphasen zwischen den Blumenschauen war die Halle für die Blumenschauen geöffnet, die Besucher konnten den Gärtnern bei den Vorbereitungen der Blumenschauen zusehen.
Die Blumenschauen während der Landesgartenschau Zülpich 2014:
| Bild | Titel                                        | Laufzeit                    | Hauptpflanzen               |
| ---- | -------------------------------------------- | --------------------------- | --------------------------- |
|      | Frühlingserwachen – Narzissen & Co.          | 16. April bis 5. Mai        | Narzissen                   |
|      | Farbspiel – Azaleen & Rhododendron.          | 9. Mai bis 2. Juni          | Azaleen, Rhododendren       |
|      | Balkonien – Geranien & mehr.                 | 6. bis 15. Juni             | Geranien                    |
|      | Kräuterküche – Thymian, Basilikum & Co.      | 19. bis 30. Juni            | Gewürzpflanzen              |
|      | Gartenfest – Stauden – bunt & lustig.        | 4. bis 21. Juli             | Stauden                     |
|      | Rosenkavaliere – Rosen, Gräser, Lilien & Co. | 25. Juli bis 4. August      | Rosen                       |
|      | Sommerträume – sonnig & schön.               | 8. bis 18. August           |                             |
|      | Blütenzauber – Hortensien & Freunde.         | 22. August bis 1. September | Hortensien                  |
|      | Sommerpracht – Dahlien & mehr.               | 5. bis 15. September        | Dahlien                     |
|      | Herbstfeuer – Astern, Feuerdorn & Co.        | 19. bis 29. September       | Astern                      |
|      | Goldener Oktober – Heide, Alpenveilchen ...  | 3. bis 12. Oktober          | Heidekräuter, Alpenveilchen |